# Hohenerlach
Hohenerlach (im lokalen Dialekt: [hœːnˈeːlɐd]) ist eine Ortschaft im oberösterreichischen Innviertel und Teil der Gemeinde Taiskirchen im Innkreis im Bezirk Ried im Innkreis.

## Geschichte
Die erste urkundliche Erwähnung als Hochenerlach findet sich in der „Grenz-, Güter- und Volksbeschreibung des Landgerichts Schärding“ und stammt aus dem Jahr 1433.
Im Februar 1911 fand man in der Ortschaft Hohenerlach während der Demolierung des Hauses Nr. 8 unter dem Bretterbelag des Dachbodens ein Depot von Silbermünzen aus dem Zeitraum 1623 bis 1737.